# Matthias Dannenmayer
Matthias Dannenmayer (né le 13 février 1744 à Öpfingen, mort le 8 juillet 1805 à Vienne) est un historien ecclésiastique allemand.

## Biographie
Après une scolarité à Ehingen, Matthias Dannenmayer étudie la philosophie et la théologie morale auprès des jésuites à Augsbourg, et la dogmatique et le droit canonique à l'université de Fribourg-en-Brisgau. Ordonné prêtre par l'évêque de Constance, Franz Konrad von Rodt, il obtient son doctorat en théologie à Fribourg en 1771.
À partir de 1772, Dannenmayer est chargé de cours sur la polémique, mais l'année suivante, il donne des conférences sur l'histoire de l'Église. Dannenmayer écrit des écrits théologiques, comme une introduction générale à l'histoire de l'Église : Introductio in historiam ecclesiasticam universalem (1778), une histoire de la dispute entre luthériens sur les livres symboliques : Historia succincta controversiarum de librorum symbolicorum auctoritate inter Lutheranos agitata (1780), et sur l'histoire ecclésiastique du Nouveau Testament de Jésus-Christ à Constantin, Institutiones historiae ecclesiasticae Novi Testamenti: Period. I a Christo usque ad Constantinum Magnum (1783). Ce dernier ouvrage est mis à l’Index librorum prohibitorum en 1820. Il écrit des articles pour le mensuel Der Freymüthige, publié par Johann Kaspar Ruef, et est membre fondateur de la loge maçonnique de Fribourg Zur edlen Aussicht.
En 1786, Dannenmayer est nommé professeur d'histoire de l'Église à l'université de Vienne. Lorsque l'empereur Joseph II offre un prix de 100 ducats pour le meilleur manuel d'histoire de l'Église, Matthiae Dannenmayr gagne avec son histoire du Nouveau Testament et de l'église Institutiones Historiae Ecclesiasticae Novi Test. en 1788. Le livre devient le manuel des séminaires d'Autriche. L'Église, d'un autre côté, met le livre de Dannenmayer à l’Index, d'autant plus que l'auteur n'accepte que le baptême, l'eucharistie et la pénitence comme sacrements et rejette la primauté papale.
En 1797, l'empereur François II nomme Dannenmayer comme censeur impérial du livre. En 1799, il devient chanoine du stift de Horb am Neckar. Il se retire de l'enseignement en 1803 lorsqu'il est nommé premier conservateur de la bibliothèque de l'université de Vienne.